# Berkó József
Berkó József (Balassagyarmat, 1807 – 1857) orvos. Balassagyarmati, nógrád megyei származású; Hont vármegye tiszteletbeli főorvosa volt. Neje Hönigh Anna (1812–1875), fiuk Báti Berkó István (1850–1929) gyógyszerész.

## Munkája
- A hideg fürdőkről. Pest, 1837. (Orvostudori értekezés.)